# مشروع تحسين الرعاية الجراحية
لجنة مشروع تحسين الرعاية الجراحية (SCIP) هي عبارة عن حملة قومية تم إنشاؤها منذ عدة سنوات لتقليل معدل الوفيات والمرضى المتأثرين بالجراحة من خلال الجهود التعاونية بين المنظمات الصحية. وقد بدأت الحملة عملها عام 2005م، وكان هدفها الرئيس يتمثل في تقليل عدد الحوادث الوطنية للمضاعفات الجراحية بنسبة 25% بحلول عام 2010م.

## شراكة لرعاية جراحية أفضل
مشروع تحسين الرعاية الجراحية هو عبارة عن شراكة قومية بين المنظمات الملتزمة بتحسين عامل الأمان للرعاية الجراحية من خلال تقليل المضاعفات التي تحدث بعد إجراء الجراحة. وهذه المضاعفات قد تؤثر على صحة وأمان المرضى ويمكن أن تعمل على طول فترة الرعاية (مثل العلاج) أو البقاء بالمستشفى بعد إجراء العملية الجراحية.
فشراكة مشروع تحسين الرعاية الجراحية بدأته مراكز العناية الطبية وخدمات الرعاية الطبية (CMS) ومراكز مكافحة الأمراض والوقاية (CDC) عام 2003 وتم تنسيقه من خلال لجنة قيادة تتكون من 10 منظمات وطنية. وقد قام ما يزيد على 20 منظمة بتوفير الخبرة للجنة القيادة من خلال لجنة خبراء فنية. وتتكون لجنة قيادة المشروع من أعضاء من المنظمات الوطنية التالية:
- وكالة بحوث الرعاية الصحية والجودة
- كلية الجراحين الأمريكية
- اتحاد المستشفيات الأمريكية
- الجمعية الأمريكية لأطباء التخدير
- اتحاد الممرضات المسجلات للفَتْرَة المُحِيْطَة بالجِرَاحَة
- مراكز مكافحة الأمراض والوقاية منها
- مراكز العناية الطبية وخدمات الرعاية الطبية
- وزارة شئون المحاربين القُدامى
- معهد تطوير الرعاية الصحية
- اللجنة المشتركة لاعتماد منظمات الرعاية الصحية

## وصلات خارجية
- مصدر المعلومات الخاصة بمواصفات مشروع تحسين الرعاية الجراحية وغيرها من الإجراءات الرئيسة